# 哈特威克法则
在资源经济学中 ， 哈特威克法则（Hartwick's rule）定义了生产资本 （建筑物，道路，知识库存等）的投资额，这些投资需要完全抵消不可再生资源的存量消耗。这项投资的施行需要保证社会生活水平不会随时间无限延续而下降。  Solow （1974）指出，鉴于生产资本和自然资源之间存在一定程度的可替代性，为经济体设计可持续消费计划的一种方法是充分快速地积累生产资本，通过扩大生产资本存量提供的社会服务来精确抵消不可再生资源存量消耗的压力。哈特威克法则（通常简称为“投资资源租金”）要求一个国家将从当前提取的不可再生资源中获得的所有租金用于投资，其中“租金”是沿着最大化资源存量所有者回报的路径定义的。  该规则适用于许多类型的资本，包括自然资本存量的载体。   